# Antoine-Léonard Chézy
Antoine-Léonard Chézy (Neuilly-sur-Seine, 15 gennaio 1773 – Parigi, 31 agosto 1832) è stato un linguista e traduttore francese.

## Biografia
Figlio di Antoine Chézy, fu il primo titolare della cattedra di sanscrito al Collegio di Francia (1814).

## Opere

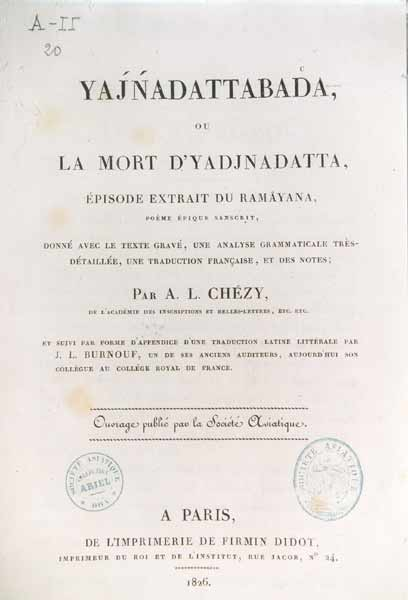
Frontespizio di Yajnadattabada, un episodio del Rāmāyaṇa tradotto in francese dal sanscrito da Antoine-Léonard Chézy.

Come lavoro di traduttore dal persiano al francese si ricorda:
- Magnum e Layla di Giami (1807)

E dal sanscrito al francese:
- Sakuntala,  di Kālidāsa(1830).